# Bicurga
Bicurga es una localidad de Guinea Ecuatorial. La ciudad se ubica en la provincia del Centro Sur y tiene una población estimada de 15 346 habitantes.